# Силизь
Сили́зь (рос. Сылызь) — річка в Росії, ліва притока Чепци. Протікає територією Удмуртії Дебьоського району.
Річка починається на північний захід від присілка Старий Зяногурт, протікає спочатку на північний схід, потім на північний захід та північ. Впадає до Чепци на території присілка Малий Зетим. Верхня течія протікає через лісові масиви тайги. Приймає декілька дрібних приток.
На руслі створено декілька ставків. Над річкою розташовано присілок Малий Зетим.